# Jan Zahradil

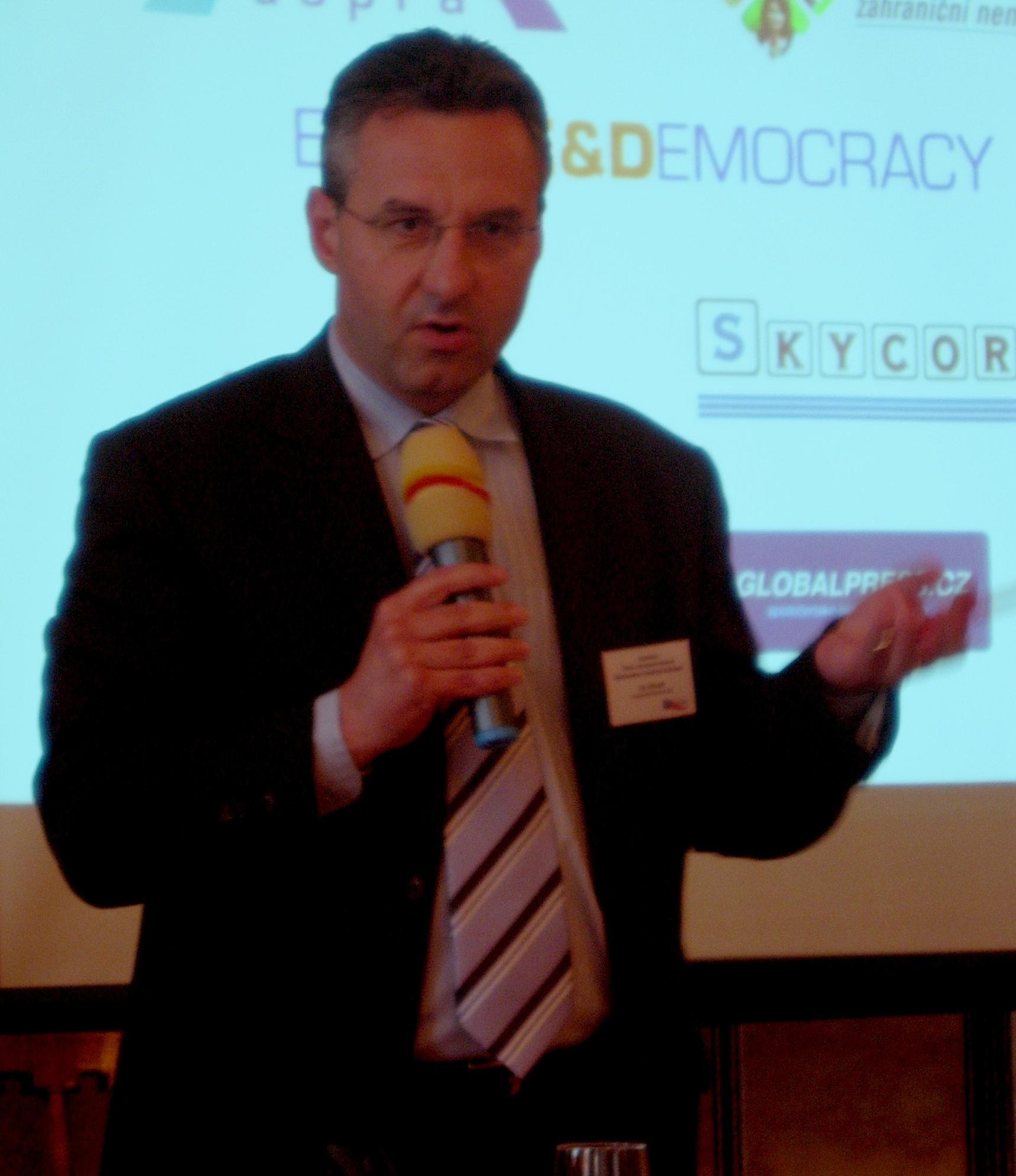
Jan Zahradil

Jan Zahradil este un om politic ceh, membru al Parlamentului European în perioada 2004-2009 din partea Cehiei.
1. ↑  O mně | Jan Zahradil (în cehă), Jan Zahradil, accesat în 5 iunie 2019
2. 1 2  ]][[Categorie:Articole cu legături către elemente fără etichetă în limba română
3. 1 2  Czech National Authority Database, accesat în 23 noiembrie 2019
4. ↑  Deputații în Parlamentul European
5. ↑  Data Poslanecké sněmovny a Senátu, accesat în 15 ianuarie 2020
6. 1 2  Číselník volebních stran - Volby do zastupitelstev obcí konané 23.09. – 24.09.2022 (în cehă), Český statistický úřad[*], accesat în 3 septembrie 2022